# Rocks in My Bed
Rocks in My Bed is een jazz-song van bigbandleider en componist Duke Ellington, geschreven in 1941. De eerste Ellington-opname van het lied werd gezongen door Ivie Anderson. Het werd verder op de plaat gezet door onder meer Ella Fitzgerald, Sarah Vaughan, Betty Roche, Jimmy Forrest, Red Garland, Charles Brown en Milt Jackson.